# Comuna Chetriș, Fălești
Comuna Chetriș a fost o comună din raionul Fălești, Republica Moldova. A fost formată din satele Chetriș (sat-reședință) și Chetrișul Nou.
Comuna a fost desființată la 28 iunie 2025, când a intrat în vigoare „Legea nr. 145 din 19 iunie 2025 pentru modificarea anexei nr. 3 la Legea nr. 764/2001 privind organizarea administrativ-teritorială a Republicii Moldova”, în contextul amalgamării unor primării. Satele Chetriș și Chetrișul Nou au fost transferate în noua comună Călinești.

## Demografie
Conform datelor recensământului din 2014, comuna avea o populație de 1.482 de locuitori. La recensământul din 2004 erau 1.697 de locuitori.

## Administrație și politică
Componența Consiliului local Chetriș (9 consilieri), ales la 5 noiembrie 2023, a fost următoarea:
|  | Partid                                       | Consilieri | Componență | Componență | Componență | Componență | Componență | Componență |
|  | -------------------------------------------- | ---------- | ---------- | ---------- | ---------- | ---------- | ---------- | ---------- |
|  | Partidul Social Democrat European            | 6          |            |            |            |            |            |            |
|  | Partidul Acțiune și Solidaritate             | 2          |            |            |            |            |            |            |
|  | Partidul Socialiștilor din Republica Moldova | 1          |            |            |            |            |            |            |

## Parteneriate
La data de 9 februarie 2018, comuna Chetriș a semnat un acord de parteneriat cu comuna Bivolari din județul Iași, România.